# Районный фильм
Районный фильм (англ. Hood film) — кинематографический жанр 1990-х годов, возникший в США, в котором представлены аспекты городской афроамериканской или латиноамериканской культуры. Джон Синглтон, Марио Ван Пиблз, Феликс Гэри Грей, братья Хьюз и Спайк Ли — режиссёры, которые создали работы, обычно классифицируемые как часть этого жанра. Жанр был идентифицирован как поджанр гангстерского кино.
С тех пор жанр распространился за пределы США в такие страны, как Великобритания и Канада.
Районные фильмы были по-разному описаны под широким спектром имён критиками, такими как «стрит-банда», «гетто-ориентированный», «экшн-преступность-приключение», «гангста-рэп-фильмы», «чёрные боевики», «новый чёрный реализм», «новое кино Джек» и «чёрное городское кино». Спайк Ли пренебрежительно назвал этот жанр «хип-хопом, городской драмой, фильмом гетто».

## Критерии
Характеристики включают хип-хоп музыку (включая гангста-рэп), уличные банды, расовую дискриминацию, организованную преступность/гангстеров, сцены принадлежности к бандам, употребление наркотиков и торговлю людьми, а также проблемы молодых людей, достигших совершеннолетия или борющихся в условиях относительной нищеты и насильственных районов. Районные фильмы рассказывают преимущественно мужские истории, однако в некоторых фильмах жанра (например, «Вызов») есть истории, ориентированные на женщин.
Британские районные фильмы также используют музыкальные жанры, такие как грайм, и, как правило, изображают аспекты городской чернокожей британской культуры, особенно в центре Лондона.

## Критические определения
Критик Мюррей Форман отмечает, что «пространственная логика» хип-хоп культуры, с большим акцентом на местную идентичность, находит «городской опыт чернокожей молодежи в среде постоянной непосредственной опасности», и это качество определяет районный фильм. В эссе 1992 года в «Cineaction» канадский критик Ринальдо Уолкотт определил основные проблемы районного фильма как вопросы мужественности и «(повторного) обретения мужественности для чернокожих мужчин».

## История
Ранними известными районными фильмами являются «Цвета» (1988) и «Делай как надо!» (1989). Последнему, в частности, приписывают восшествие в духе фильма в 90-х годах из-за его популярного успеха.
Критики, такие как Мюррей Форман, приписывают популярное появление районных фильмов с одновременным появлением гангста-рэпа в качестве популярного музыкального жанра в 1990-х годах, когда жанр районного кино достиг пика своей популярности благодаря признанию фильмов «Нью-Джек-Сити», «Ребята по соседству» и «Авторитет», «Выбраться из Бруклина» получивший премию Sundance Straight и «Угроза обществу». Гангста-рэп и районные фильмы сформировали симбиотические отношения, и многие рэперы той эпохи появлялись в популярных районных фильмах. С множеством фильмов, как драм, так и комедий, фильмы 1990-х годов в нео-Blaxploitation и фильмы Mexploitation. Жанр также был пародирован такими фильмами, как «Не грози Южному централу, попивая сок у себя в квартале» и «Пятница».
К середине 1990-х годов популярность районных фильмов в духе в значительной степени подошла к концу, однако районные фильмы продолжали выпускаться до конца 90-х и 2000-х годов, хотя и в меньших масштабах и с более плохими кассовыми сборами. Эти фильмы часто имеют низкие производственные затраты. Селеста А. Фишер приписал это снижение общей усталости по отношению к жанру из-за отсутствия разнообразия в «изображениях, настройках и темах». Многие малобюджетные фильмы с капюшоном были выпущены на DVD в конце 90-х и в 2000-е годы, такие как «I’m Bout It». Многие из этих фильмов оставили социальные и политические вопросы, которые присутствовали в фильмах 90-х годов, продолжая извлекать выгоду из формулы «районная плёнка».
В то время как районные фильмы теряли популярность в США, они пережили краткое популярное появление в Великобритании во главе с британскими кинематографистами, такими как Ноэль Кларк. «Bullet Boy», выпущенный в 2004 году, в целом признан первым заметным примером британского районного фильма. «Kidulthood», выпущенному в 2006 году, приписывают популяризацию британского жанра районных фильмов, что привело к потоку подражателей в последующие годы. К середине 2010-х годов британский жанр районных фильмов в значительной степени исчез из основной популярности, однако сериал, который оказал сильное влияние на жанра «Top Boy», получил международное признание в этот период.
В середине 2010-х годов произошел небольшое возрождение жанра с популярными фильмами, такими как «Девичество (фильм)» и «Голос улиц». Эта волна районных фильмов была названа журналом «Dazed» «возрождением» жанра.

## Критика
Районные фильмы подверглись критике за предполагаемое прославление преступности и гангстеризма. Жанр также подвергался критике за увековечение идеи о том, что молодые чернокожие мужчины являются жестокими, сексистскими или гангстерами, несмотря на благонамеренное намерение некоторых фильмов в этом жанре привлечь внимание к таким вопросам, как бедность, политическое отчуждение и различные последствия институционального расизма. Норман К. Дензин объяснил:
Эти реалистичные социально-проблемные тексты подпитывали консервативный расистский дискурс. Они помогли испугаться белым американцам обвинить чернокожих в проблемах в центре города. Они предположили, что чернокожие вызывают свои собственные проблемы. Проблемы гетто не разделяли более широкое общество.
Результаты исследований отметили, что позитивная представленность женщин в жанре почти отсутствует, и женщины часто изображаются в роли, унижающей достоинство.

## Наследие
Номинированные на премию «Оскар» фильмы «Делай, как надо!» и «Ребята по соседству» были включены в Национальный реестр фильмов.
Последний фильм возглавил опрос «Лучшие чёрные фильмы всех времен» из ноябрьского выпуска журнала «Ebony» 1998 года.